# جايسون دوغلاس
جايسون دوغلاس (6 فبراير 1980 - ) هو ملاكم كندي. شارك في دورة ألعاب الكومنولث 2002.

## وصلات خارجية
- جايسون دوغلاس على موقع بوكس ريك (الإنجليزية) (registration required)